# Nacopa
De Nacopa is een vlindersoort uit de familie van de uilen (vlinders).

## Soorten
- Nacopa bistrigata (Barnes & McDunnough, 1918)
- Nacopa melanderi Barnes & Benjamin, 1927